# تيم وستوود
تيم وستوود (بالإنجليزية: Tim Westwood)‏ (أكتوبر 1957 في المملكة المتحدة)؛ مقدم تلفزيوني وروائي بريطاني.

## روابط خارجية
- تيم وستوود على موقع IMDb (الإنجليزية)
- تيم وستوود على موقع ميوزك برينز (الإنجليزية)
- تيم وستوود على موقع ديسكوغز (الإنجليزية)
- تيم وستوود على موقع قاعدة بيانات الفيلم (الإنجليزية)